# Calanthe crystallina
Calanthe crystallina är en orkidéart som beskrevs av Phillip James Cribb. Calanthe crystallina ingår i släktet Calanthe och familjen orkidéer. Inga underarter finns listade i Catalogue of Life.